# Ría de Cedeira
La ría de Cedeira es una ría de la provincia de La Coruña, en Galicia, España.
Está formada por la desembocadura de los ríos Condomiñas, Das Mestas y Forcadas. El río Condomiñas atraviesa la villa de Cedeira, puerto pesquero del municipio homónimo que da nombre a la ría. El río das Mestas hace de límite entre los municipios de Cedeira y Valdoviño (ambos son bañados por las aguas de la ría). El río Forcadas desemboca en la ría ya en el municipio de Valdoviño, en el lateral de la playa de Vilarrube, formando el litoral sur de la ría.
- Datos: Q3394191
- Multimedia: Ría de Cedeira / Q3394191